# Antoine Makoumbou
Antoine Makoumbou (Parigi, 18 luglio 1998) è un calciatore francese naturalizzato congolese (Repubblica del Congo), centrocampista del Samsunspor e della nazionale congolese.

## Caratteristiche tecniche
È un centrocampista che dispone di buona fisicità.

## Carriera

### Club
Makoumbou ha militato nel settore giovanile del Monaco. Dopo una breve esperienza tra le file dell'Ajaccio, nel 2018 si trasferisce al Magonza, chiudendo la stagione 2018-19 con sette presenze nella Regionalliga.
Rimasto svincolato, il 25 ottobre 2020 viene ingaggiato dal Tabor Sežana, e il 22 novembre debutta nella massima divisione slovena. Nella stagione seguente, viene ceduto in prestito al Maribor, dove contribuisce con 33 presenze alla vittoria del campionato. Riscattato dai campioni di Slovenia in carica, il 6 luglio 2022 esordisce in Champions League, in occasione del primo turno preliminare di andata contro il Šachcër Salihorsk.
Il 15 luglio 2022 viene acquistato dal Cagliari, in Serie B. Esordisce in maglia rossoblù il 5 agosto seguente, nella partita vinta per 3-2 contro il Perugia in Coppa Italia. Il 21 agosto è protagonista nella vittoria casalinga contro il Cittadella, valida per la 2ª giornata di campionato, in cui realizza il gol che fissa il punteggio sul definitivo 2-1. Conquistata la promozione in Serie A con i sardi, vi esordisce il 21 agosto 2023 nella partita inaugurale disputata in casa del Torino, pareggiata per 0-0, mentre il 29 ottobre segna la sua prima rete in massima serie, contribuendo alla vittoria casalinga in rimonta per 4-3 ai danni del Frosinone.
Il 2 luglio 2025, passa a titolo definitivo al Samsunspor, nella Süper Lig turca, per circa 1,5 milioni di euro.

### Nazionale
Il 9 giugno 2021 debutta con la nazionale congolese nell'amichevole vinta 1-0 contro il Niger. Il 2 settembre 2021 scende in campo nel match di qualificazione per i Mondiali disputato contro la Namibia.

## Statistiche

### Presenze e reti nei club
Statistiche aggiornate al 2 luglio 2025.
| Stagione            | Squadra             | Campionato          | Campionato | Campionato | Coppe nazionali | Coppe nazionali | Coppe nazionali | Coppe continentali | Coppe continentali | Coppe continentali | Altre coppe | Altre coppe | Altre coppe | Totale | Totale | Totale |
| Stagione            | Squadra             | Comp                | Pres       | Reti       | Comp            | Pres            | Reti            | Comp               | Pres               | Reti               | Comp        | Pres        | Reti        | Pres   | Reti   |        |
| ------------------- | ------------------- | ------------------- | ---------- | ---------- | --------------- | --------------- | --------------- | ------------------ | ------------------ | ------------------ | ----------- | ----------- | ----------- | ------ | ------ | ------ |
| 2018-2019           | Magonza II          | RL                  | 7          | 1          |                 | -               | -               |                    | -                  | -                  |             | -           | -           | 7      | 1      |        |
| 2020-2021           | Tabor Sežana        | 1.SNL               | 23         | 0          | CS              | 0               | 0               |                    | -                  | -                  |             | -           | -           | 23     | 0      |        |
| lug. 2021           | Tabor Sežana        | 1.SNL               | 1          | 0          | CS              | -               | -               |                    | -                  | -                  |             | -           | -           | 1      | 0      |        |
| Totale Tabor Sezana | Totale Tabor Sezana | Totale Tabor Sezana | 24         | 0          |                 | 0               | 0               |                    | -                  | -                  |             | -           | -           | 24     | 0      |        |
| 2021-2022           | Maribor             | 1.SNL               | 33         | 0          | CS              | 1               | 0               | UECL               | 1                  | 0                  |             | -           | -           | 35     | 0      |        |
| lug. 2022           | Maribor             | 1.SNL               | -          | -          | CS              | -               | -               | UCL                | 2                  | 0                  |             | -           | -           | 2      | 0      |        |
| Totale Maribor      | Totale Maribor      | Totale Maribor      | 33         | 0          |                 | 1               | 0               |                    | 3                  | 0                  |             | -           | -           | 37     | 0      |        |
| 2022-2023           | Cagliari            | B                   | 36+5       | 1+0        | CI              | 1               | 0               |                    | -                  | -                  |             | -           | -           | 42     | 1      |        |
| 2023-2024           | Cagliari            | A                   | 32         | 1          | CI              | 3               | 0               |                    | -                  | -                  |             | -           | -           | 35     | 1      |        |
| 2024-2025           | Cagliari            | A                   | 33         | 0          | CI              | 1               | 0               |                    | -                  | -                  |             | -           | -           | 34     | 0      |        |
| Totale Cagliari     | Totale Cagliari     | Totale Cagliari     | 101+5      | 2          |                 | 5               | 0               |                    | -                  | -                  |             | -           | -           | 111    | 2      |        |
| Totale carriera     | Totale carriera     | Totale carriera     | 170        | 3          |                 | 6               | 0               |                    | 3                  | 0                  |             | -           | -           | 161    | 3      |        |

### Cronologia presenze e reti in nazionale
| Cronologia completa delle presenze e delle reti in nazionale ― Rep. del Congo | Cronologia completa delle presenze e delle reti in nazionale ― Rep. del Congo | Cronologia completa delle presenze e delle reti in nazionale ― Rep. del Congo | Cronologia completa delle presenze e delle reti in nazionale ― Rep. del Congo | Cronologia completa delle presenze e delle reti in nazionale ― Rep. del Congo | Cronologia completa delle presenze e delle reti in nazionale ― Rep. del Congo | Cronologia completa delle presenze e delle reti in nazionale ― Rep. del Congo | Cronologia completa delle presenze e delle reti in nazionale ― Rep. del Congo |
| Data                                                                          | Città                                                                         | In casa                                                                       | Risultato                                                                     | Ospiti                                                                        | Competizione                                                                  | Reti                                                                          | Note                                                                          |
| ----------------------------------------------------------------------------- | ----------------------------------------------------------------------------- | ----------------------------------------------------------------------------- | ----------------------------------------------------------------------------- | ----------------------------------------------------------------------------- | ----------------------------------------------------------------------------- | ----------------------------------------------------------------------------- | ----------------------------------------------------------------------------- |
| 9-6-2021                                                                      | Manavgat                                                                      | Niger                                                                         | 0 – 1                                                                         | Rep. del Congo                                                                | Amichevole                                                                    | -                                                                             | 78’                                                                           |
| 2-9-2021                                                                      | Johannesburg                                                                  | Namibia                                                                       | 1 – 1                                                                         | Rep. del Congo                                                                | Qual. Mondiali 2022                                                           | -                                                                             | 62’                                                                           |
| 9-10-2021                                                                     | Lomé                                                                          | Togo                                                                          | 1 – 1                                                                         | Rep. del Congo                                                                | Qual. Mondiali 2022                                                           | -                                                                             | 64’                                                                           |
| 12-10-2021                                                                    | Brazzaville                                                                   | Rep. del Congo                                                                | 1 – 2                                                                         | Togo                                                                          | Qual. Mondiali 2022                                                           | -                                                                             | 81’                                                                           |
| 11-11-2021                                                                    | Brazzaville                                                                   | Rep. del Congo                                                                | 1 – 1                                                                         | Namibia                                                                       | Qual. Mondiali 2022                                                           | -                                                                             |                                                                               |
| 14-11-2021                                                                    | Thiès                                                                         | Senegal                                                                       | 2 – 0                                                                         | Rep. del Congo                                                                | Qual. Mondiali 2022                                                           | -                                                                             | 77’                                                                           |
| 25-3-2022                                                                     | Aksu                                                                          | Rep. del Congo                                                                | 1 – 3                                                                         | Zambia                                                                        | Amichevole                                                                    | -                                                                             |                                                                               |
| 29-3-2022                                                                     | Aksu                                                                          | Rep. del Congo                                                                | 1 – 2                                                                         | Sierra Leone                                                                  | Amichevole                                                                    | -                                                                             | 89’                                                                           |
| 4-6-2022                                                                      | Bamako                                                                        | Mali                                                                          | 4 – 0                                                                         | Rep. del Congo                                                                | Qual. Coppa d'Africa 2023                                                     | -                                                                             | 46’                                                                           |
| 8-6-2022                                                                      | Brazzaville                                                                   | Rep. del Congo                                                                | 1 – 0                                                                         | Gambia                                                                        | Qual. Coppa d'Africa 2023                                                     | 1                                                                             |                                                                               |
| 24-9-2022                                                                     | Mohammedia                                                                    | Rep. del Congo                                                                | 3 – 3                                                                         | Madagascar                                                                    | Amichevole                                                                    | -                                                                             | 69’                                                                           |
| 27-9-2022                                                                     | Mohammedia                                                                    | Rep. del Congo                                                                | 0 – 2                                                                         | Mauritania                                                                    | Amichevole                                                                    | -                                                                             | 60’                                                                           |
| 23-3-2023                                                                     | Brazzaville                                                                   | Rep. del Congo                                                                | 1 – 2                                                                         | Sudan del Sud                                                                 | Qual. Coppa d'Africa 2023                                                     | -                                                                             | 45+2’ 82’                                                                     |
| 18-6-2023                                                                     | Brazzaville                                                                   | Rep. del Congo                                                                | 0 – 2                                                                         | Mali                                                                          | Qual. Coppa d'Africa 2023                                                     | -                                                                             | 38’                                                                           |
| 10-9-2023                                                                     | Marrakech                                                                     | Gambia                                                                        | 2 – 2                                                                         | Rep. del Congo                                                                | Qual. Coppa d'Africa 2023                                                     | -                                                                             |                                                                               |
| 17-11-2023                                                                    | Ndola                                                                         | Zambia                                                                        | 4 – 2                                                                         | Rep. del Congo                                                                | Amichevole                                                                    | -                                                                             |                                                                               |
| 25-3-2024                                                                     | Chambly                                                                       | Gabon                                                                         | 1 – 1                                                                         | Rep. del Congo                                                                | Amichevole                                                                    | -                                                                             |                                                                               |
| 5-9-2024                                                                      | Brazzaville                                                                   | Rep. del Congo                                                                | 1 – 0                                                                         | Sudan del Sud                                                                 | Qual. Coppa d'Africa 2025                                                     | -                                                                             | 68’                                                                           |
| 9-9-2024                                                                      | Kampala                                                                       | Uganda                                                                        | 2 – 0                                                                         | Rep. del Congo                                                                | Qual. Coppa d'Africa 2025                                                     | -                                                                             | 59’                                                                           |
| Totale                                                                        |                                                                               | Presenze                                                                      | 19                                                                            |                                                                               | Reti                                                                          | 1                                                                             |                                                                               |

## Palmarès

### Club

#### Competizioni nazionali
- Campionato sloveno: 1

Maribor: 2021-2022